# Homoeocera crassa
Homoeocera crassa är en fjärilsart som beskrevs av Felder 1869. Homoeocera crassa ingår i släktet Homoeocera och familjen björnspinnare. Inga underarter finns listade i Catalogue of Life.